# 吉娜·霍尔登
吉娜·霍尔登（英語：Gina Holden，1975年3月17日—）是加拿大女演員，因在《血情》中飾演科琳·芬内尔、在《飛俠哥頓》中飾演戴尔·阿登，以及在《哈珀的島》中飾演谢伊·艾伦而廣為人知。

## 早年生活
霍尔登於1975年3月17日出生於加拿大不列颠哥伦比亚省史密瑟斯。她做過模特，住在日本 。

## 职业生涯
她在电视剧《飛俠哥頓》中飾演戴尔·阿登，在《血情》中飾演科琳·芬内尔，还在CBS驚悚电视剧《哈珀的島》中飾演谢伊·艾伦。她還客串了CW电视剧《不期而至》等節目。除了出演《死神來了3》和《異獸戰2》之外，霍尔登還在2010年的《奪魂鋸3D》中飾演乔伊丝·达根。

## 个人生活
霍尔登有一個兒子，出生於2017年。

## 部分作品

### 电影
- 2014年：《洛城末日》
- 2013年：《金剛鯊2》
- 2013年：《神秘坑洞》
- 2012年：《超時空驅逐艦》
- 2010年：《奪魂鋸3D》
- 2010年：《OL變身日記》
- 2009年：《異形終結2》
- 2007年：《光的畫家－聖誕小屋》
- 2006年：《絕命終結站3》
- 2006年：《蝴蝶效應2》
- 2005年：《驚奇4超人》